# Alexander Laner
Alexander Laner (* 1974 in München) ist ein deutscher Künstler.
Laner studierte von 1997 bis 2004 an der Akademie der Bildenden Künste München bei Olaf Metzel. Er war unter anderem 2007 auf der Ausstellung Made in Germany und der Phaenomenale 08 vertreten.

## Arbeiten im Öffentlichen Raum (Auswahl)
- 2008: Ab durch die Mitte, München
- 2012: Frischwasserbrunnen Rottmannstraße[1], München

## Auszeichnungen
- 2004: Lothar-Späth-Preis, Stiftung Kunstakademie München
- 2005: Villa-Romana-Preis
- 2005: Förderpreis für Bildende Kunst der Landeshauptstadt München
- 2011: Bayerischer Kunstförderpreis in der Kategorie „Bildende Kunst“